# نیوشا ضیغمی
نیوشا ضیغمی (زادهٔ ۱۸ تیر ۱۳۵۹) بازیگر ایرانی است. وی، برای نقش‌آفرینی در فیلم‌های شوریده (۱۳۸۳) و حس پنهان (۱۳۸۵) نامزد دریافت جایزهٔ سیمرغ بلورین از جشنواره فیلم فجر شده است.

## زندگی
نیوشا ضیغمی در سال ۱۳۵۹ در تهران به دنیا آمد. پدرش محسن ضیغمی دبیر و مادرش فهیمه رستم پور کارمند بازنشسته است که تجربه بازی در فیلم سینمایی چارسو را نیز دارد.او دیپلم معماری دارد، اما به دلیل قبولی در رشته روان‌شناسی کودک در دانشگاه سراسری، ترجیح داد در این رشته ادامه تحصیل دهد و لیسانس این رشته را از دانشگاه شهید بهشتی تهران گرفت. او می‌گوید با وجود مخالفت والدین، وارد حرفهٔ بازیگری شده است: «وقتی می‌خواستم وارد بازیگری شوم مادرم مخالفت نمی‌کرد، ولی آن دید مادرانه نسبت به آینده من را در نظر می‌گرفت اما پدرم با بازیگر شدن من زیاد موافق نبود. پدرم اصولاً کارهای علمی را دوست داشته و دارد و ترجیح می‌داد من پزشک یا مهندس شوم تا بازیگر. وقتی وارد این عرصه شدم و با کار آقای مسعود جعفری جوزانی شروع کردم و پس از آن هم بلافاصله وارد سینما شدم، در همان سال اول نتیجه خوبی حاصل شد، پدرم تغییر موضع داد و با کار من موافقت کرد.»
ضیغمی با شرکت در کلاس‌های آزاد بازیگری کانون سینماگران جوان واقع در کوچه نهم، خیابان بخارست، محله آرژانتین تهران بازیگری را فراگرفت و توسط این مؤسسه به مسعود جعفری‌جوزانی معرفی شد. پس از فارغ‌التحصیلی از این کلاس‌ها در مجموعهٔ تاریخی در چشم باد نقش یک دختر روستایی شمالی را ایفا کرد. او سپس در اولین تجربه سینمایی خود در فیلم تردست به کارگردانی محمدعلی سجادی ایفای نقش کرد و همین فیلم سبب همکاری دوباره ضیغمی و محمد علی سجادی در فیلم شوریده شد که برای بازی در این فیلم، نامزد دریافت سیمرغ بلورین از بیست و چهارمین جشنواره فیلم فجر شد و با بازیگرانی چون هدیه تهرانی رقابت کرد.
او در سال ۱۳۸۹ با آرش پولادخان، یک تاجر ایرانی ازدواج کرد و در اردیبهشت ۱۳۹۷ اولین فرزندشان به نام لنا را به دنیا آوردند. او در یک لایو در برنامه اینستاگرام اعلام کرد که مهریه او یک سکه طلا بوده است و همین مسئله منجر به جنجال در رسانه‌های ایرانی شد.
ضیغمی یکی از حامیان جدی صنایع دستی ایران به‌شمار می‌رود. او در گفت وگویی که با مدیر کل صادرات ایران داشت بر لزوم معرفی صنایع دستی کشور در بازارهای جهانی تأکید کرد. در مراسمی که در انجمن حامیان کودکان کار و خیابان برگزار شد، ضیغمی به عنوان سفیر کودکان کار ایران معرفی شد. او در این مراسم با بیان اینکه موضوع کودکان کار یکی از دغدغه‌های همیشگی‌اش بوده اظهار داشت: «وقتی سر چهارراه‌ها کودکان کار را می‌بینم با خودم می‌گویم سهم این بچه‌ها از دنیای کودکی چیست و چرا باید از همین سن و سال وارد چرخه کار شوند و بزرگ شدن را از همان روزهای اول کودکی مشق کنند.»

## فیلم‌شناسی
| سال ساخت | نام فیلم             | کارگردان           |
| -------- | -------------------- | ------------------ |
| ۱۴۰۲     | پول و پارتی          | سعید سهیلی         |
| ۱۳۹۹     | شهر گربه‌ها           | سید جواد هاشمی     |
| ۱۳۹۸     | زنها فرشته اند ۲     | آرش معیریان        |
| ۱۳۹۸     | ورود و خروج ممنوع    | امید آقایی         |
| ۱۳۹۶     | ما خیلی باحالیم      | بهمن گودرزی        |
| ۱۳۹۵     | دخترعمو و پسرعمو     | روح‌انگیز شمس       |
| ۱۳۹۵     | شام عاشقانه سه نفره  | جواد مزد آبادی     |
| ۱۳۹۵     | هشتگ                 | رحیم بهبودی فر     |
| ۱۳۹۴     | خوب، بد، جلف         | پیمان قاسم خانی    |
| ۱۳۹۴     | ثبت با سند برابر است | بهمن گودرزی        |
| ۱۳۹۴     | هفت معکوس            | مهدی خسروی         |
| ۱۳۹۳     | آدم باش              | مجید جوانمرد       |
| ۱۳۹۳     | ایران برگر           | مسعود جعفری جوزانی |
| ۱۳۹۳     | دریا و ماهی پرنده    | مهرداد غفارزاده    |
| ۱۳۹۱     | آینه شمعدون          | بهرام بهرامیان     |
| ۱۳۹۰     | فیتیله و ماه پیشونی  | آرش معیریان        |
| ۱۳۹۰     | گشت ارشاد            | سعید سهیلی         |
| ۱۳۸۹     | ما همه گناهکاریم     | حسن ناظر           |
| ۱۳۸۹     | چارسو                | فرهاد نجفی         |
| ۱۳۸۹     | دختر شاه پریون       | کامران قدکچیان     |
| ۱۳۸۹     | یکی برای همه         | محمد آهنگرانی      |
| ۱۳۸۹     | پرتقال خونی          | سیروس الوند        |
| ۱۳۸۹     | پرستوهای عاشق        | فریال بهزاد        |
| ۱۳۸۹     | دموکراسی تو روز روشن | علی عطشانی         |
| ۱۳۸۸     | زمهریر               | علی روئین‌تن        |
| ۱۳۸۷     | شیرین                | عباس کیارستمی      |
| ۱۳۸۷     | اخراجی‌ها ۲           | مسعود ده‌نمکی       |
| ۱۳۸۶     | تلافی                | سعید اسدی          |
| ۱۳۸۶     | توفیق اجباری         | محمدحسین لطیفی     |
| ۱۳۸۶     | قرنطینه              | منوچهر هادی        |
| ۱۳۸۵     | اخراجی‌ها             | مسعود ده نمکی      |
| ۱۳۸۵     | پارک‌وی               | فریدون جیرانی      |
| ۱۳۸۵     | حس پنهان             | مصطفی رزاق کریمی   |
| ۱۳۸۵     | گناه من              | مهرشاد کارخانی     |
| ۱۳۸۳     | تردست                | محمد علی سجادی     |
| ۱۳۸۳     | شوریده               | محمد علی سجادی     |
| ۱۳۸۳     | مواجهه               | سعید ابراهیمی فر   |

### مجموعه‌های تلویزیونی
| سال  | نام مجموعه   | کارگردان           | پخش از |
| ---- | ------------ | ------------------ | ------ |
| ۱۴۰۱ | بی نشان      | راما قویدل         | شبکه ۳ |
| ۱۳۹۰ | راستش را بگو | محمدرضا آهنج       | شبکه ۱ |
| ۱۳۸۲ | در چشم باد   | مسعود جعفری جوزانی | شبکه ۱ |

## جشنواره‌ها و جوایزها
| سال  | جایزه                                          | رده                                         | اثر          | نتیجه    |
| ---- | ---------------------------------------------- | ------------------------------------------- | ------------ | -------- |
| ۱۳۸۴ | بیست و چهارمین دوره جشنواره بین‌المللی فیلم فجر | نامزد سیمرغ بلورین بهترین بازیگر نقش اول زن | شوریده       | نامزدشده |
| ۱۳۸۶ | جشن حافظ                                       | بهترین بازیگر زن درام تلویزیونی             | راستش را بگو | نامزدشده |
| ۱۳۹۳ | بیست و ششمین دوره جشنواره بین‌المللی فیلم فجر   | نامزد سیمرغ بلورین بهترین بازیگر نقش دوم زن | حس پنهان     | نامزدشده |